# Peter Schnering
Peter Schnering (* 1664 in Lübeck; † 4. Mai 1725 ebenda) war ein deutscher Kaufmann und Ratsherr der Hansestadt Lübeck.

## Leben
Peter Schnerings Vater gehörte dem Amt der Brauer an. Er heiratete 1712 Christine Dorothea Stolterfoht. Schnering wurde 1722 als Kaufmann aus dem Kreis der Lübecker Schonenfahrer in den Lübecker Rat erwählt.